# Ambulyx obliterata
Ambulyx obliterata is een vlinder uit de familie van de pijlstaarten (Sphingidae). De soort komt voor in Indonesië (Sumatra en Borneo), Maleisië en Thailand.

## Beschrijving

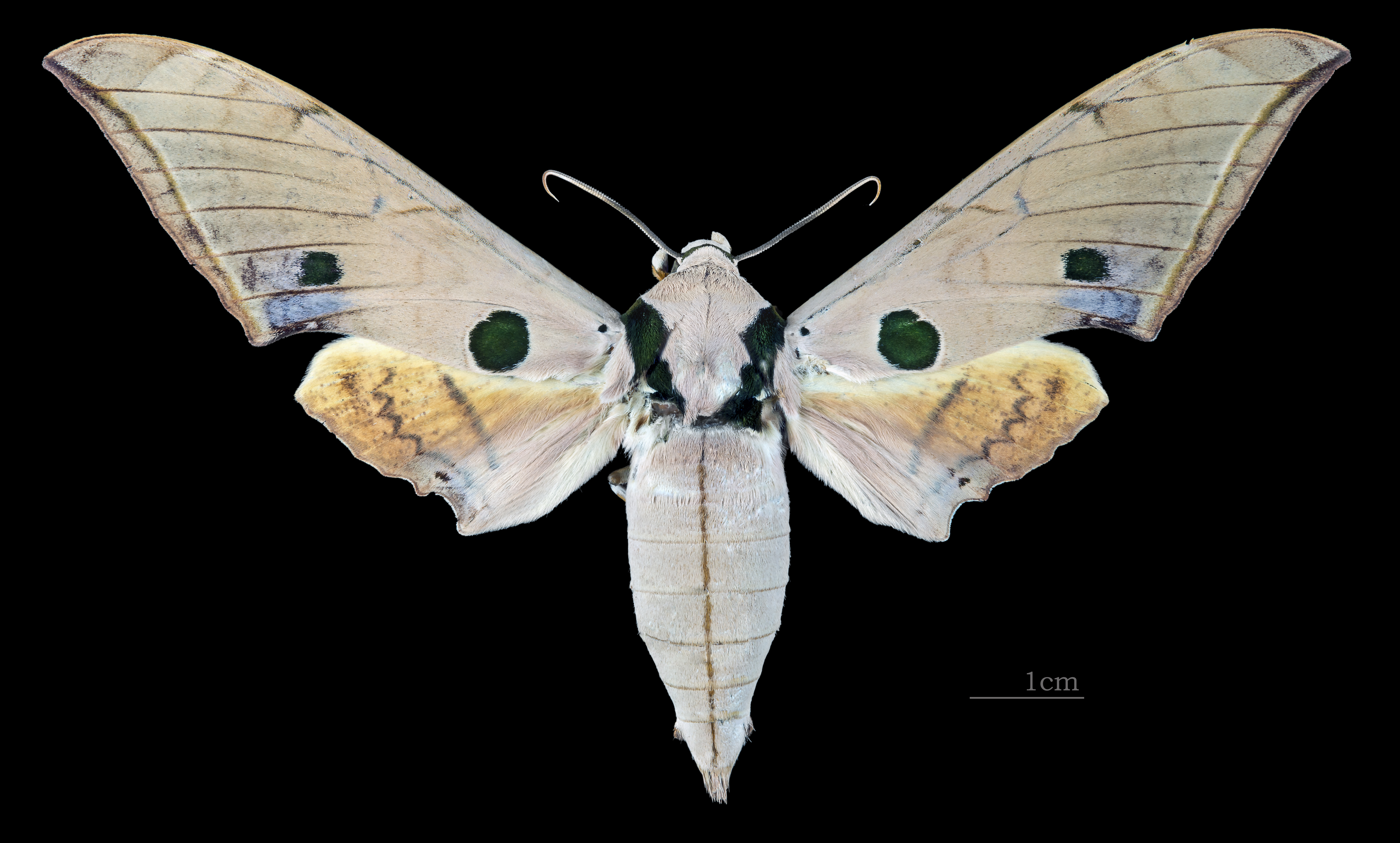
Ambulyx obliterata ♂
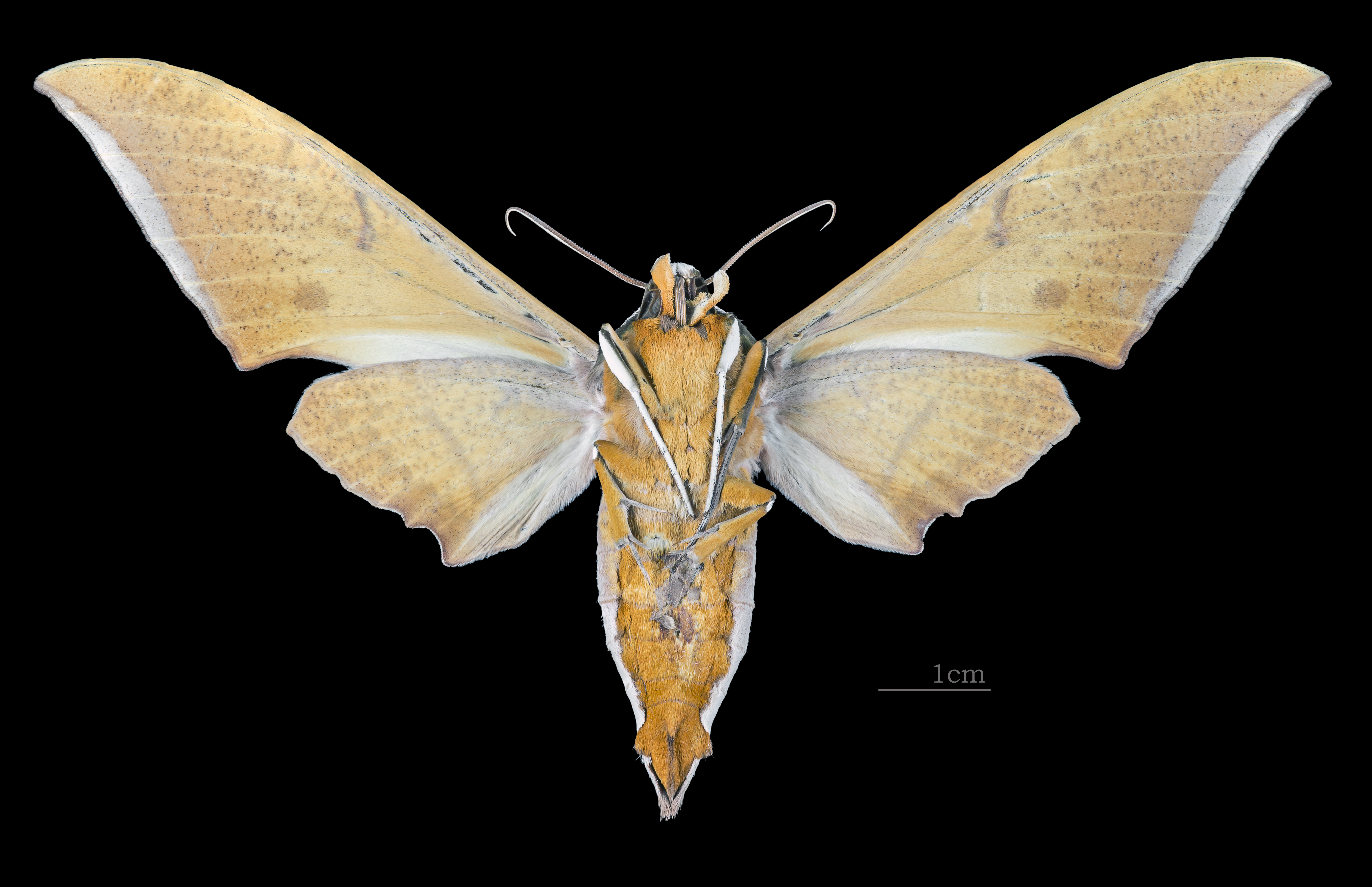
Ambulyx obliterata ♂  △